# Earnie Stewart
Earnest Stewart detto Earnie (Veghel, 28 marzo 1969) è un ex calciatore statunitense con cittadinanza olandese, di ruolo centrocampista, direttore tecnico del PSV.

## Carriera

### Club
Stewart, figlio del soldato afroamericano Earnie Stewart e di sua moglie, l'olandese Annemien Stewart, cresce nei Paesi Bassi, e nel 1988 debutta nel VVV-Venlo. Dopo due anni nella seconda divisione del campionato di calcio olandese si trasferisce nel Willem II, club militante nell'Eredivisie, nel 1990. Nello stesso anno debutta in nazionale di calcio statunitense contro il Portogallo.
Alla sua prima stagione finisce al terzo posto nella classifica di marcatori con 17 reti, e rimane nel club fino al 1996, anno nel quale Stewart passa al NAC Breda, restandovi tre stagioni; dopo la retrocessione nel 1999, nel 2000 il club torna in prima divisione e ci resta fino al 2003. In quell'anno Stewart decide di andare a giocare nel paese per il quale aveva difeso tante volte i colori in nazionale, gli Stati Uniti d'America. Il D.C. United, fu il club per il quale Stewart fu selezionato, e lì rimase dal 2003 fino al 2004, vincendo una MLS Cup. Nel 2004 fa ritorno al VVV-Venlo, in cui chiude la carriera l'anno seguente.

### Nazionale
Stewart è stato l'ottavo calciatore a raggiungere il traguardo delle 100 presenze in nazionale, durante una partita delle qualificazioni CONCACAF per Germania 2006 contro Grenada. I suoi 111 gol segnati nei Paesi Bassi lo rendono il più prolifico marcatore statunitense in un campionato estero. È stato nominato Atleta dell'Anno U.S. Soccer nel 2001.

### Dopo il ritiro
Il 14 maggio 2006 è stato nominato direttore tecnico del NAC Breda.
Il 6 giugno 2018 viene nominato general manager della nazionale calcistica statunitense.

## Palmarès

### Club

#### Competizioni nazionali
- Campionato MLS: 1

DC United: 2004

### Individuale
- U.S. Soccer Athlete of the Year: 1

2001